# Helga Maria Wolf
Helga Maria Wolf (* 29. července 1951 Vídeň) je rakouská novinářka, etnoložka a spisovatelka.

## Životopis
Zatímco pracovala v provozu svého otce Alfreda Wolfa, tiskárně v 9. vídeňské čtvrti, absolvovala odbornou přípravu a obchodní akademii (1965–1975). Po maturitě studovala na univerzitě ve Vídni evropskou etnologii a dějiny umění a složila roku 1980 rigorózní zkoušku u Helmuta Paula Fielhauera a Michaela Mitterauera.
Poté pracovala jako novinářka: 1980–1984 členka redakční rady Die Presse, 1984–1987 na volné noze, 1987–2004 u ORF. Zde byla vedoucí redakce městského života a náboženství ve Studiu Vídeň, pak ve Studiu severovýchodu. Kromě toho získala dodatečnou kvalifikaci; v roce 1986 certifikát vzdělávání dospělých, v roce 1987 dálkové studium teologie, 1996 koncese životního a sociálního poradce a 1997 diplom business trenérky.
V ORF vytvořila a navrhla řadu rozhlasových a televizních programů na kulturní, náboženská a psychologická témata. Od roku 2009 je spolueditorkou rakouské internetové encyklopedie Austria-Forum.

## Dílo
- spoluautor Alfred Wolf: Alsergrund-Album. Selbstverlag, 1982.
- Selbstportrait. Josef Jungwirth. Böhlau-Verlag, 1986, ISBN 3-205-05030-4.
- Damals am Alsergrund. Verlag für Jugend und Volk, 1991, ISBN 3-85058-055-5.
- Das BrauchBuch. Verlag Herder, 1992, ISBN 3-210-25126-6.
- Unsere Stadt. Verlag Pichler, 1994, ISBN 3-85431-095-1.
- Merkwürdiges aus dem alten Wien. Verlag Pichler, 1995, ISBN 3-85431-118-4.
- Geheimnisvolles aus Wien. Edition Wien, 1996, ISBN 3-85058-132-2.
- spoluautor Walter Deutsch: Menschen und Melodien im alten Österreich. Verlag Pichler, 1998, ISBN 3-85431-167-2.
- Das neue BrauchBuch. Öst. Kunst- und Kulturverlag, 2000, ISBN 3-85437-216-7.
- Österreichische Feste & Bräuche. NP-Verlag, 2003, ISBN 3-85326-225-2.
- Auf Ätherwellen. Böhlau-Verlag, 2004, ISBN 3-205-77279-2.
- Wien-Währing. Sutton-Verlag, 2004, ISBN 3-89702-778-X.
- CD s Eberhardem Kummerem: Lieder zur Leier - Wissenswertes von Weihnachten. 2004, Extraplatte
- Klosterneuburg in historischen Fotos. Sutton-Verlag, 2005, ISBN 3-89702-916-2.
- Weihnachten, Kultur und Geschichte. Verlag Böhlau, 2005, ISBN 3-205-77405-1.
- Die Märkte Alt-Wiens. Amalthea-Verlag, 2006, ISBN 3-85002-570-5.
- Spurensuche Wien. Sutton-Verlag, 2007, ISBN 978-3-86680-138-7.
- Mythos Wasser. Amt der nö. Landesregierung, 2009, ISBN 978-3-85460-248-4.
- Alle heiligen Zeiten. Lieder und Texte im Jahreskreis. Volkskultur NÖ, 2010, ISBN 978-3-901820-32-8.
- Wiens beste Feste. Bräuche und Events. Sutton-Verlag, 2014, ISBN 978-3-95400-346-4.
- Sehnsucht nach dem Alten Wien. Verlag Styria, 2014, ISBN 978-3-85431-675-6.
- Verschwundene Bräuche. Verlag Brandstätter, 2015, ISBN 978-3-85033-907-0.
- Zwischen Pracht und Protest. 750 Jahre Fronleichnam. Verlag Der Apfel, 2015, ISBN 978-3-85450-215-9.